# Amatepec
Amatepec ist die Hauptstadt des gleichnamigen Municipios Amatepec im mexikanischen Bundesstaat México.

## Klima
Nach der topographischen Lage sind vor allem zwei Arten von Klimazonen vorherrschend, die gemäßigte und die subtropische Klimazone. Die Temperatur liegt zwischen 15 und 40 °C.
|                       | Jan  | Feb  | Mär  | Apr  | Mai  | Jun   | Jul   | Aug   | Sep   | Okt   | Nov  | Dez  |   |          |
| Mittl. Tagesmax. (°C) | 25,6 | 27,8 | 29,8 | 33,4 | 34,8 | 28,9  | 24,4  | 24,6  | 23,6  | 25,8  | 25,7 | 25,1 | ⌀ | 27,5     |
| Mittl. Tagesmin. (°C) | 10,8 | 11,8 | 13,0 | 13,0 | 13,0 | 12,6  | 14,2  | 14,0  | 13,6  | 13,6  | 13,4 | 11,8 | ⌀ | 12,9     |
|                       |      |      |      |      |      |       |       |       |       |       |      |      |   |          |
| Niederschlag (mm)     | 42,0 | 8,63 | 5,0  | 10,6 | 65,8 | 304,3 | 339,5 | 308,8 | 319,4 | 155,2 | 24,6 | 9,9  | Σ | 1.593,73 |
|                       |      |      |      |      |      |       |       |       |       |       |      |      |   |          |
| Regentage (d)         | 2,4  | 1,0  | 1,1  | 1,7  | 6,0  | 20,3  | 24,2  | 24,2  | 25,0  | 13,5  | 2,6  | 1,3  | Σ | 123,3    |

| 10,8 |

| 11,8 |

| 13,0 |

| 13,0 |

| 13,0 |

| 12,6 |

| 14,2 |

| 14,0 |

| 13,6 |

| 13,6 |

| 13,4 |

| 11,8 |

| 10,8 |

| 11,8 |

| 13,0 |

| 13,0 |

| 13,0 |

| 12,6 |

| 14,2 |

| 14,0 |

| 13,6 |

| 13,6 |

| 13,4 |

| 11,8 |

## Geschichte

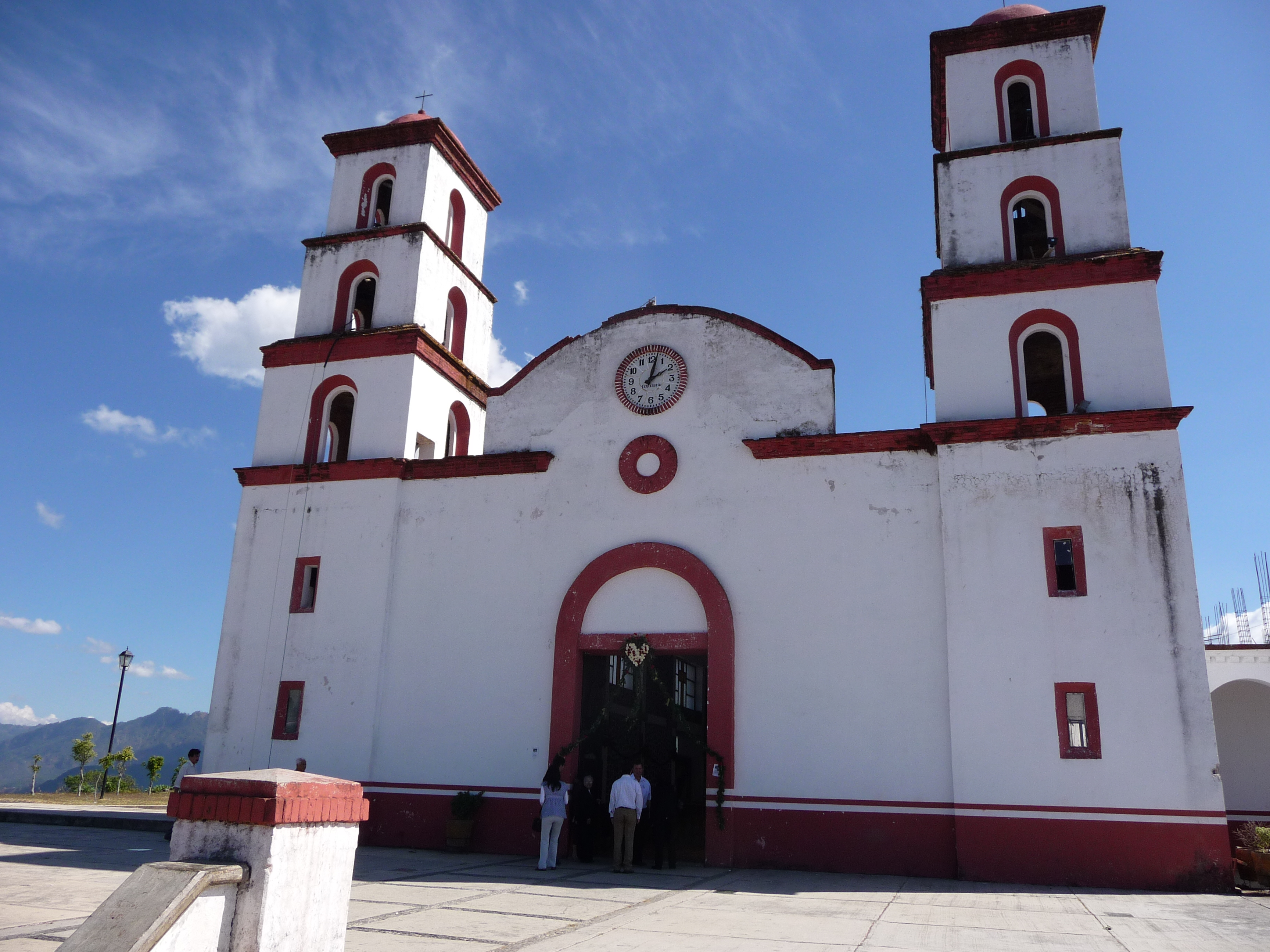
St. Kaspar Kirche in Amatepec

### Präkolumbische Geschichte
Es gibt archäologische Stätten, die als defensive Garnisonen gegen das Purepechan Reich verwendet wurden. Die ersten Bewohner der Region waren die Otomí und die Tenochca.

### Spanische Kolonialzeit
Die Evangelisierung begann im Jahre 1526 und der erste Encomendero war Don Juan de Saucedo. Der Bergbau begann im Jahre 1531 durch eine Kolonie von spanischen Bergleuten.

## Wirtschaft und Gesellschaft
Das typische Grundnahrungsmittel ist Mais, aber auch der Anbau von Sudfrüchten und Kaffee ist ein Schwerpunkt. Durch Rücküberweisungen von Mexikanern an die Vereinigten Staaten geht ein Großteil der wirtschaftlichen Leistungen verloren.
Die Herstellung von Kaffee ist organisiert und nachhaltig, da es viele kleine Produzenten gibt. Zudem gibt es eine Genossenschaft der Kaffeeproduzenten.
Jährlich zum 6. Januar gibt es eine traditionelle Messe mit Speisen, Pferderennen, Bullenreiten und Gesellschaftstanz von der Kolonialzeit bis zur unabhängigen Mexikos. Einige Beispiele von Volksmusik sind Huapango, Gusto guerrerense, Ranchera und Corrido.